# Kovas Kaunas

Kovas Kaunas (ŠŠ Kovas Kaunas) var en litauisk idrottklubb i Kaunas.

## Historia
Klubben grundades år 1923 under namnet ŠŠ Kovas Kaunas.
19 juni 1939 Kovas spelade emot AIK Fotboll. 5-2 vann svenskar.

## Meriter
- Klubben var litauiska mästare: 1924, 1925, 1926, 1933, 1935, 1936.[2]